# حمله هوایی دسامبر ۲۰۱۴ ریف دمشق
حمله هوایی دسامبر ۲۰۱۴ ریف دمشق یک سری حملات هوایی بود که در ۷ دسامبر ۲۰۱۴ انجام و اهدافی را در خاک سوریه مورد هدف قرار داد. اهداف این حمله هوایی، مناطق نظامی واقع در الدیماس و فرودگاه بین‌المللی دمشق بودند.
گفته دیدبان حقوق بشر سوریه، این حمله در نزدیکی فرودگاه بین‌المللی دمشق یک انبار تسلیحات را که به تازگی وارد فرودگاه شده بود و در بخش نظامی فرودگاه بین‌المللی دمشق نگهداری می‌شد را هدف قرار داد. حمله به الدیماس انبارهای سلاح‌ها در آشیانه های پیرامون یک پایگاه هوایی کوچک را هدف قرار داد.  ده انفجار در الدیماس شنیده شد و ارتش سوریه اظهار داشت که برخی از تأسیسات آنها آسیب دیده‌است. به گفته مخالفان سوری، سه عضو حزب‌الله در اثر حملات هوایی در الدیماس کشته شدند. سوریه ادعا کرد که یک هواپیمای بدون سرنشین را سرنگون کرده‌است.
دردر جریان این حمله، پدافند هوایی سوریه چهار موشک زمین به هوا شلیک کرد و دست کم به یکی از موشک‌های پوپای اسرائیلی اصابت کرد که بقایای آن به داخل منطقه الحاره که تحت کنترل شورشیان بود سقوط کرد.

## عکس العمل‌ها
- سوریه - در ۷ دسامبر، ارتش سوریه این حمله را محکوم کرد و اسرائیل را به حمایت از «تروریست ها» در سوریه متهم کرد.[۱]
- اسرائیل - ارتش اسرائیل در پاسخ به این اتهامات اظهار داشت که دربارهٔ "گزارش‌های خارجی" اظهار نظری نمی‌کند."[۲]
- روسیه - روسیه خواستار توضیح اسرائیل دربارهٔ این حمله شد. سخنگوی وزارت امور خارجه روسیه الکساندر لوکاشویچ اظهار داشت: «مسکو عمیقاً از این تحولات خطرناک نگران است و خواستار توضیح دربارهٔ این حمله است».[۸]